# 保留名
保留名（ほりゅうめい、英語: conserved name）とは、生物の命名規約を厳密に適用すると慣用されている学名に変更が生じて不都合である場合に、規約に定める手続きを経て慣用を維持することになった学名のこと。nom. cons.と略記する。なお「保留名」は古い訳語であり、現行の国際藻類・菌類・植物命名規約および国際原核生物命名規約の日本語版では保存名、国際動物命名規約の日本語版では保全名としている。

## 背景
ある分類群の学名は、命名規約に適合しているもののうち、学名の起点以降で最も古く命名されたものである（優先権の原則）。しかし時間の経過により状況が変化して、より古く命名された学名が現れることがある。たとえば見落とされていた古い文献が見付かったとか、分類学上の新知見によって複数の分類群が統合されたというようなケースがある。この場合、原則的にはより命名が古いものだけが正しい学名となる。他にも、規約に不適合であることが長い間見落とされていたとか、命名規約自体が変更されて不適合になった、ということもあり得る。
しかし学名が変わることで多方面に影響を及ぼすことがあり、とくに学術界に留まらず実社会にまで知られていた学名が変更されると大きな混乱を招きかねない。そこで学名の安定が特に望まれる場合には、そのままでは規約に適合しない学名を一定の手続きを経て使い続けることができるようになっている。

## 動物学
動物においては、命名法の混乱を防ぎ安定して広く受け入れられるように、命名法審議会の強権によって本来ならば不適格・無効な学名を有効名として使用できるようにできる（規約条81）。たとえば新参同名を保全し古参同名を全面抑制する、新参異名を保全し古参異名を部分抑制するなどの手段が執られる。これによって有効となった学名を保全名と呼び、その他の審議会の裁定と同様にOfficial Listに収載する。
一方、審議会の強権によるのではなく、一定の条件のもと研究者が宣言することにより、古く使われていない学名の優先権を取り消し、新参の慣用されている学名を有効名として使用できる（条23.9）。この場合は優先権を失った学名を遺失名、慣用通り利用できる学名を擁護名と呼ぶが、擁護名は保全名ではない。

## 植物学
植物（藻類・菌類を含む）においては、命名規約の規定（なかでも優先権の原則）を厳密に適用すると学名の無益な変更が生じる場合に、一定の手続きを経て特定の学名を保存することができる。この手続きを経た学名は命名規約の付則に収載され、それを保存名と呼ぶ（規約第14条）。
保存の手続きは、命名規約の様々な規定を上書きすることができる。もともと非合法名（たとえば後続同名）であっても合法となるし、優先権を持たない異名であっても正名となれる。またタイプや、正字法上の綴り、文法上の性などを、本来と異なるものに保存することもできる（第14.8条、第14.9条、第14.11条）。
保存の際にはそれによって正名となれなくなる学名（廃棄名、nom. rej.）が明示される（種子植物とコケ植物の科の場合には明示されない）。なお、科や属の学名の場合には、明示されたもの以外にも、保存名と同じタイプに基づく学名（命名法上の異名、同タイプ異名）はすべて廃棄名となる。種の学名の場合には、明示された学名（属名と種形容語の組み合わせ）と、それに基づく以降の組み合わせが廃棄名となる（第14.4条）。
トマトはリンネによってナス属（Solanum）の1種Solanum lycopersicumとされたが、その後に独自のトマト属（Lycopersicon）が作られ、学名としてLycopersicon esculentumが広く普及した。しかし現代の命名規約ではS. lycopersicumをトマト属に移すならばLycopersicon lycopersicumという組み合わせにするべきで、L. esculentumは非合法名である。これを今更規約通りL. lycopersicumとするのは無益な変更であり、1988年にL. lycopersicumを廃棄名とし、L. esculentumを保存名とすることになった。なおトマトは現在ナス属に含めてS. lycopersicumとするようになっている。L. lycopersicumは廃棄名であるが、S. lycopersicumはそれに基づかず廃棄名ではないからである（第14条実例1）。
なお保存とは独立に、同様の手続きで特定の学名を廃棄することもできる。こうして廃棄された学名は絶対廃棄名(nom. utiq. rej.)と呼び、命名規約の付則に収載される（第56条）。

### 代替名
保存名と似て非なるものに、種子植物の科の代替名(nom. alt.)がある。現代の命名規約では植物の科名はタイプ属の語幹に-ceaeを加えたものであるが、古くからキク科やイネ科などでは、labia = 唇など、その科の特徴を表す語から科名を作って使っていた。以下の括弧内に示す伝統的な名称は、代替名として手続きを経ることなく使用が認められている（第18.5条）。
- キク科 Asteraceae (Compositae)
- アブラナ科 Brassicaceae (Cruciferae)
- イネ科 Poaceae (Gramineae)
- オトギリソウ科 Clusiaceae (Guttiferae)
- シソ科 Lamiaceae (Labiatae)
- ヤシ科 Arecaceae (Palmae)
- セリ科 Apiaceae (Umbelliferae)
- 広義のマメ科 Fabaceae (Leguminosae)
  - マメ亜科 Faboideae (Papilionoideae)
- 狭義のマメ科 Fabaceae (Papilionaceae)

くちびるばな科（シソ科）、ほもの科（イネ科）、からかさばな科（セリ科）などとして、牧野富太郎は、これらの日本語訳を科名に用いていたことがある。もっともAPG植物分類体系では代替名を使わないことにしているため、代替名の使用機会は減っている。

## 細菌学
原核生物においては、裁定委員会の判断により先行するシノニムやホモニムの存在に関わらず使用される学名として特定の学名を保存することができる。こうした学名は保存名と呼び、命名規約の付録に収載される（規則56b）。